# Jekatierina Riabowa (lotniczka)
Jekatierina Wasiljewna Riabowa (ros. Екатерина Васильевна Рябова, ur. 14 lipca 1921 we wsi Guś-Żeleznyj w obwodzie riazańskim, zm. 12 września 1974 w Moskwie) – radziecka porucznik lotnictwa, Bohater Związku Radzieckiego (1945).

## Życiorys
Urodziła się w rodzinie chłopskiej, skończyła szkołę średnią. Od października 1942 służyła w Armii Czerwonej, w 1942 skończyła szkołę nawigatorów lotniczych, od maja 1942 walczyła w wojnie z Niemcami, od 1943 należała do WKP(b). Jako nawigator eskadry 46 gwardyjskiego pułku nocnych bombowców 325 Nocnej Bombowej Dywizji Lotniczej 4 Armii Lotniczej 2 Frontu Białoruskiego w stopniu starszego porucznika wykonała 816 nalotów bombowych na siłę żywą i technikę wroga, za co w lutym 1945 otrzymała tytuł Bohatera Związku Radzieckiego; łącznie w czasie wojny wykonała 890 lotów bojowych.
W 1948 ukończyła studia na Wydziale Mechaniczno-Matematycznym Moskiewskiego Uniwersytetu Państwowego, później wykładała w Moskiewskim Instytucie Poligraficznym (1951 otrzymała tytuł kandydata nauk fizyczno-matematycznych), 1963-1972 była docentem katedry mechaniki teoretycznej Wojskowej Akademii Inżynieryjnej im. Dzierżyńskiego, następnie przeszła na emeryturę. Została pochowana na Cmentarzu Nowodziewiczym.

## Odznaczenia
- Złota Gwiazda Bohatera Związku Radzieckiego (23 lutego 1945)
- Order Lenina (1945)
- Order Czerwonego Sztandaru (1943)
- Order Wojny Ojczyźnianej I klasy (1944)
- Order Czerwonej Gwiazdy (1942)
- Medal „Za zwycięstwo nad Niemcami w Wielkiej Wojnie Ojczyźnianej 1941–1945”
- Medal „Za obronę Kaukazu”
- Medal „Za wyzwolenie Warszawy”
- Medal „Za zdobycie Berlina”
- Medal jubileuszowy „Dwudziestolecia zwycięstwa w Wielkiej Wojnie Ojczyźnianej 1941–1945”